# Birthday Island
Birthday Island ist eine unbewohnte Insel im australischen Bundesstaat Western Australia. Die Insel gehört zu den Montebello-Inseln. Sie ist 87 Kilometer vom australischen Festland entfernt. 
Sie ist 560 Meter lang und 100 Meter breit. Im Südosten der Insel liegt eine kleine Bucht, in dessen Öffnung auch eine kleine Insel liegt. Die Nachbarinseln heißen Hibiscus Island, Boronia Island und Mistletoe Island.